# واینبرنرز کراس‌رودز (ویرجینیای غربی)
واینبرنرز کراس‌رودز (به انگلیسی: Winebrenners Crossroad) یک منطقهٔ مسکونی در ایالات متحده آمریکا است که در شهرستان برکلی، ویرجینیای غربی واقع شده‌است.